# Kadri Gürsel
Kadri Gürsel est un journaliste turc, éditorialiste du quotidien Cumhuriyet, arrêté le 31 octobre 2016 à Istanbul.
Critique de l'évolution du régime de Recep Tayyip Erdoğan et partisan de la liberté de la presse, le pouvoir tente de le discréditer en l'accusant de lien avec le putsch raté du 15 juillet 2016.